# 필리다 로이드
필리다 로이드(영어: Phyllida Lloyd, CBE, 1957년 6월 17일 ~ )는 영국의 연극 감독, 영화 감독이다. 영화 《맘마 미아!》와 《철의 여인》을 감독한 것으로 유명하다.

## 서훈
- 2010년 대영 제국 훈장 3등급(CBE)[1]